# 稲荷町停留場
稲荷町停留場（いなりまちていりゅうじょう、稲荷町電停）は、広島県広島市南区稲荷町および的場町一丁目にある広島電鉄の停留場である。駅番号はM02。本線・皆実線が接続する。
当停留場にて本線広島駅（駅前大橋）方面・本線的場町方面（休止中）・皆実線比治山下方面・本線紙屋町方面の線路が十字交差（ダイヤモンドクロッシング)する。このうち休止中の的場町方面は2026年春に再開する予定である。。

## 歴史
稲荷町停留場は1912年（大正元年）、本線が広島駅前停留場から紙屋町停留場までの区間が開通したのと同日に開設された。ただし停留場の位置は今より100メートルほど西方、京橋川を渡る軌道専用橋（当時）の東詰に置かれていて、現在稲荷町停留場が置かれている場所には金屋町停留場（きんやちょうていりゅうじょう）という別の停留場が置かれていた。この金屋町停留場は戦時中の1942年（昭和17年）に廃止されている。
1945年（昭和20年）8月6日、広島電鉄の市内線は原爆投下で被害を受けたものの、当停留場を含む本線の広島駅前から山口町までの区間は同年10月に復旧を果たした。その後も都市整備は進み、1950年（昭和25年）には軌道専用橋に代わって道路と軌道の併用橋である稲荷大橋が完成、橋上に軌道が移された。このころに稲荷町停留場は現在の位置、つまり金屋町停留場がかつて存在した場所へと移設されている。

### 年表
- 1912年（大正元年）11月23日：本線の開通と同時に開業[6]。今より西にあり、現在の位置には金屋町停留場が開業した[9]。
- 1942年（昭和17年）5月：金屋町停留場が廃止[6]。
- 1945年（昭和20年）
  - 8月6日：原爆投下により休止[11]。
  - 10月11日：本線の広島駅前 - 山口町間が運行再開[6]。
- 1950年（昭和25年）ごろ：現在地に移設[9]。
- 1996年（平成8年）10月：駅番号「M4」を付与[12]。
- 2025年（令和7年）8月3日：本線の広島駅 - 稲荷町間を駅前大橋経由へ付替、十字の線形となる（的場町方面は営業休止）[2]。同時に駅番号を「M02」へ変更[13]。
- 2026年（令和8年）春：環状ルートの営業開始により、的場町方面の運行を再開（予定）[2]。

## 停留場構造
本線・皆実線ともにほぼすべての区間で道路上に軌道が敷かれた併用軌道であり、当停留場も道路上にホームが置かれている。

### 運行系統
当停留場には広島電鉄で運行される系統のうち1号線、2号線、5号線、6号線が乗り入れる。当停留場を経由し本線と皆実線を結ぶのは5号線で、それ以外の系統は本線のみを使用する。
| A | 1号線 · 2号線 · 6号線 | 広島駅方面     |
| B | 1号線                 | 市役所前方面   |
| B | 2号線                 | 広電宮島口方面 |
| B | 5号線                 | 広島港方面     |
| B | 6号線                 | 江波方面       |
| D | 5号線                 | 広島駅方面     |

### 2025年8月2日まで
ホームは低床式で上下2面あり、東西方向に伸びる2本の線路を挟みこむように配置されている。また上下ホームどうしは稲荷町交差点を挟んで斜向かいに100メートルほど離れていて、交差点の東に広電西広島（己斐）駅方面の下りホームが、西に広島駅方面の上りホームがある。

#### 運行系統
| 下りホーム | 0号線                 | 広電本社前ゆき、日赤病院前ゆき |
| 下りホーム | 1号線                 | 広島港ゆき                     |
| 下りホーム | 2号線                 | 広電宮島口ゆき、広電西広島ゆき |
| 下りホーム | 6号線                 | 江波ゆき                       |
| 上りホーム | 1号線 · 2号線 · 6号線 | 広島駅ゆき                     |

## 利用状況
各年度の「移動等円滑化取組報告書（軌道停留場）」によると、近年の1日平均乗降人員は以下の通りである。
| 年度                | 1日平均 乗降人員 |
| ------------------- | ---------------- |
| 2019年（令和 元年） | 2,063            |
| 2020年（令和02年）  | 1,380            |
| 2021年（令和03年）  | 1,473            |
| 2022年（令和04年）  | 1,614            |
| 2023年（令和05年）  | 1,747            |
| 2024年（令和06年）  | 1,718            |

## 停留場周辺
停留場が置かれている稲荷町交差点の北西には稲生神社が鎮座している。隣の銀山町停留場との間には京橋川が流れ、本線は稲荷大橋にて渡河する。
- 広島ファッションビジネス専門学校
- 立体駐車場 マイ・パーク京橋
- ワークピア広島（広島労働会館） - 連合広島など労働組合関係団体が入居する
- 中国労働金庫本店
- 金屋町郵便局
- 広島インテリジェントホテルアネックス
- かめや旅館
- 新見旅館
- ウインズ広島

## バス路線
稲荷町電停の周辺には相生通り沿いと駅前通り沿いに「稲荷町」バス停があり、広電バス・広島バスが停車する。
稲荷町 バス停（相生通り 西行き 紙屋町・八丁堀方面）
- 2（広電バス） 県庁前方面
- 3（広電バス） 舟入本町・観音マリーナホップ方面
- 4（広電バス） 県庁前方面
- 21 宇品線（広島バス） 広島港 / エディオンピースウイング広島方面
- 22 横川線（広島バス） 三滝観音方面
- 24 吉島線（広島バス） 平和記念公園・吉島方面
- 25 草津線（広島バス） 平和記念公園・アルパーク方面
- 27 中山線（広島バス） 県庁前方面
- 40（芸陽バス・広電バス） 八丁堀方面

稲荷町 バス停（相生通り 東行き 広島駅方面）
- 2（広電バス） 府中町方面
- 3（広電バス） 広島駅方面
- 4（広電バス） 仁保車庫前・向洋新町車庫方面
- 21 宇品線（広島バス） 向洋大原・洋光台団地方面
- 22 横川線（広島バス） 広島駅方面
- 24 吉島線（広島バス） 広島駅方面
- 25 草津線（広島バス） 広島駅方面
- 27 中山線（広島バス） 中山踏切・戸坂東浄団地方面
- 40（芸陽バス・広電バス） 大州・向洋方面

稲荷町 バス停（駅前通り 南行き 平塚町方面）
- 102 エキまちループ 右回り（広電バス・広島バス） 田中町方面
- 103 エキまちループ（広電バス・広島バス） 市役所前方面 平日朝のみ
- 50 東西線（広島バス） 御幸橋・舟入南方面

稲荷町 バス停（駅前通り 北行き 広島駅方面）
- 101 エキまちループ 左回り（広電バス・広島バス） 広島駅方面
- 50 東西線（広島バス） 広島駅方面

## 隣の停留場
広島電鉄
本線
快速
広島駅停留場 (M01) → 稲荷町停留場 (M02) → 八丁堀停留場 (M05)
各駅停車
広島駅停留場 (M01) - 稲荷町停留場 (M02) - 銀山町停留場 (M03)
皆実線
稲荷町停留場 (M02) - 松川町停留場 (H01)
本線（旧線）
稲荷町停留場 - 的場町停留場